# 1369
Portal Geschichte | Portal Biografien | Aktuelle Ereignisse | Jahreskalender | Tagesartikel

◄ |
13. Jahrhundert |
14. Jahrhundert
| 15. Jahrhundert | ►

◄ |
1330er |
1340er |
1350er |
1360er
| 1370er | 1380er | 1390er | ►

◄◄ |
◄ |
1365 |
1366 |
1367 |
1368 |
1369
| 1370 | 1371 | 1372 | 1373 | ► | ►►
Staatsoberhäupter  · Nekrolog
| Januar | Januar | Januar | Januar | Januar | Januar | Januar | Januar |
| Kw     | Mo     | Di     | Mi     | Do     | Fr     | Sa     | So     |
| ------ | ------ | ------ | ------ | ------ | ------ | ------ | ------ |
| 1      | 1      | 2      | 3      | 4      | 5      | 6      | 7      |
| 2      | 8      | 9      | 10     | 11     | 12     | 13     | 14     |
| 3      | 15     | 16     | 17     | 18     | 19     | 20     | 21     |
| 4      | 22     | 23     | 24     | 25     | 26     | 27     | 28     |
| 5      | 29     | 30     | 31     |        |        |        |        |

| Februar | Februar | Februar | Februar | Februar | Februar | Februar | Februar |
| Kw      | Mo      | Di      | Mi      | Do      | Fr      | Sa      | So      |
| ------- | ------- | ------- | ------- | ------- | ------- | ------- | ------- |
| 5       |         |         |         | 1       | 2       | 3       | 4       |
| 6       | 5       | 6       | 7       | 8       | 9       | 10      | 11      |
| 7       | 12      | 13      | 14      | 15      | 16      | 17      | 18      |
| 8       | 19      | 20      | 21      | 22      | 23      | 24      | 25      |
| 9       | 26      | 27      | 28      |         |         |         |         |

| März | März | März | März | März | März | März | März |
| Kw   | Mo   | Di   | Mi   | Do   | Fr   | Sa   | So   |
| ---- | ---- | ---- | ---- | ---- | ---- | ---- | ---- |
| 9    |      |      |      | 1    | 2    | 3    | 4    |
| 10   | 5    | 6    | 7    | 8    | 9    | 10   | 11   |
| 11   | 12   | 13   | 14   | 15   | 16   | 17   | 18   |
| 12   | 19   | 20   | 21   | 22   | 23   | 24   | 25   |
| 13   | 26   | 27   | 28   | 29   | 30   | 31   |      |

| April | April | April | April | April | April | April | April |
| Kw    | Mo    | Di    | Mi    | Do    | Fr    | Sa    | So    |
| ----- | ----- | ----- | ----- | ----- | ----- | ----- | ----- |
| 13    |       |       |       |       |       |       | 1     |
| 14    | 2     | 3     | 4     | 5     | 6     | 7     | 8     |
| 15    | 9     | 10    | 11    | 12    | 13    | 14    | 15    |
| 16    | 16    | 17    | 18    | 19    | 20    | 21    | 22    |
| 17    | 23    | 24    | 25    | 26    | 27    | 28    | 29    |
| 18    | 30    |       |       |       |       |       |       |

| Mai | Mai | Mai | Mai | Mai | Mai | Mai | Mai |
| Kw  | Mo  | Di  | Mi  | Do  | Fr  | Sa  | So  |
| --- | --- | --- | --- | --- | --- | --- | --- |
| 18  |     | 1   | 2   | 3   | 4   | 5   | 6   |
| 19  | 7   | 8   | 9   | 10  | 11  | 12  | 13  |
| 20  | 14  | 15  | 16  | 17  | 18  | 19  | 20  |
| 21  | 21  | 22  | 23  | 24  | 25  | 26  | 27  |
| 22  | 28  | 29  | 30  | 31  |     |     |     |

| Juni | Juni | Juni | Juni | Juni | Juni | Juni | Juni |
| Kw   | Mo   | Di   | Mi   | Do   | Fr   | Sa   | So   |
| ---- | ---- | ---- | ---- | ---- | ---- | ---- | ---- |
| 22   |      |      |      |      | 1    | 2    | 3    |
| 23   | 4    | 5    | 6    | 7    | 8    | 9    | 10   |
| 24   | 11   | 12   | 13   | 14   | 15   | 16   | 17   |
| 25   | 18   | 19   | 20   | 21   | 22   | 23   | 24   |
| 26   | 25   | 26   | 27   | 28   | 29   | 30   |      |

| Juli | Juli | Juli | Juli | Juli | Juli | Juli | Juli |
| Kw   | Mo   | Di   | Mi   | Do   | Fr   | Sa   | So   |
| ---- | ---- | ---- | ---- | ---- | ---- | ---- | ---- |
| 26   |      |      |      |      |      |      | 1    |
| 27   | 2    | 3    | 4    | 5    | 6    | 7    | 8    |
| 28   | 9    | 10   | 11   | 12   | 13   | 14   | 15   |
| 29   | 16   | 17   | 18   | 19   | 20   | 21   | 22   |
| 30   | 23   | 24   | 25   | 26   | 27   | 28   | 29   |
| 31   | 30   | 31   |      |      |      |      |      |

| August | August | August | August | August | August | August | August |
| Kw     | Mo     | Di     | Mi     | Do     | Fr     | Sa     | So     |
| ------ | ------ | ------ | ------ | ------ | ------ | ------ | ------ |
| 31     |        |        | 1      | 2      | 3      | 4      | 5      |
| 32     | 6      | 7      | 8      | 9      | 10     | 11     | 12     |
| 33     | 13     | 14     | 15     | 16     | 17     | 18     | 19     |
| 34     | 20     | 21     | 22     | 23     | 24     | 25     | 26     |
| 35     | 27     | 28     | 29     | 30     | 31     |        |        |

| September | September | September | September | September | September | September | September |
| Kw        | Mo        | Di        | Mi        | Do        | Fr        | Sa        | So        |
| --------- | --------- | --------- | --------- | --------- | --------- | --------- | --------- |
| 35        |           |           |           |           |           | 1         | 2         |
| 36        | 3         | 4         | 5         | 6         | 7         | 8         | 9         |
| 37        | 10        | 11        | 12        | 13        | 14        | 15        | 16        |
| 38        | 17        | 18        | 19        | 20        | 21        | 22        | 23        |
| 39        | 24        | 25        | 26        | 27        | 28        | 29        | 30        |

| Oktober | Oktober | Oktober | Oktober | Oktober | Oktober | Oktober | Oktober |
| Kw      | Mo      | Di      | Mi      | Do      | Fr      | Sa      | So      |
| ------- | ------- | ------- | ------- | ------- | ------- | ------- | ------- |
| 40      | 1       | 2       | 3       | 4       | 5       | 6       | 7       |
| 41      | 8       | 9       | 10      | 11      | 12      | 13      | 14      |
| 42      | 15      | 16      | 17      | 18      | 19      | 20      | 21      |
| 43      | 22      | 23      | 24      | 25      | 26      | 27      | 28      |
| 44      | 29      | 30      | 31      |         |         |         |         |

| November | November | November | November | November | November | November | November |
| Kw       | Mo       | Di       | Mi       | Do       | Fr       | Sa       | So       |
| -------- | -------- | -------- | -------- | -------- | -------- | -------- | -------- |
| 44       |          |          |          | 1        | 2        | 3        | 4        |
| 45       | 5        | 6        | 7        | 8        | 9        | 10       | 11       |
| 46       | 12       | 13       | 14       | 15       | 16       | 17       | 18       |
| 47       | 19       | 20       | 21       | 22       | 23       | 24       | 25       |
| 48       | 26       | 27       | 28       | 29       | 30       |          |          |

| Dezember | Dezember | Dezember | Dezember | Dezember | Dezember | Dezember | Dezember |
| Kw       | Mo       | Di       | Mi       | Do       | Fr       | Sa       | So       |
| -------- | -------- | -------- | -------- | -------- | -------- | -------- | -------- |
| 48       |          |          |          |          |          | 1        | 2        |
| 49       | 3        | 4        | 5        | 6        | 7        | 8        | 9        |
| 50       | 10       | 11       | 12       | 13       | 14       | 15       | 16       |
| 51       | 17       | 18       | 19       | 20       | 21       | 22       | 23       |
| 52       | 24       | 25       | 26       | 27       | 28       | 29       | 30       |
| 1        | 31       |          |          |          |          |          |          |

| Januar | Januar | Januar | Januar | Januar | Januar | Januar | Januar |
| Kw     | Mo     | Di     | Mi     | Do     | Fr     | Sa     | So     |
| ------ | ------ | ------ | ------ | ------ | ------ | ------ | ------ |
| 1      | 1      | 2      | 3      | 4      | 5      | 6      | 7      |
| 2      | 8      | 9      | 10     | 11     | 12     | 13     | 14     |
| 3      | 15     | 16     | 17     | 18     | 19     | 20     | 21     |
| 4      | 22     | 23     | 24     | 25     | 26     | 27     | 28     |
| 5      | 29     | 30     | 31     |        |        |        |        |

| Februar | Februar | Februar | Februar | Februar | Februar | Februar | Februar |
| Kw      | Mo      | Di      | Mi      | Do      | Fr      | Sa      | So      |
| ------- | ------- | ------- | ------- | ------- | ------- | ------- | ------- |
| 5       |         |         |         | 1       | 2       | 3       | 4       |
| 6       | 5       | 6       | 7       | 8       | 9       | 10      | 11      |
| 7       | 12      | 13      | 14      | 15      | 16      | 17      | 18      |
| 8       | 19      | 20      | 21      | 22      | 23      | 24      | 25      |
| 9       | 26      | 27      | 28      |         |         |         |         |

| März | März | März | März | März | März | März | März |
| Kw   | Mo   | Di   | Mi   | Do   | Fr   | Sa   | So   |
| ---- | ---- | ---- | ---- | ---- | ---- | ---- | ---- |
| 9    |      |      |      | 1    | 2    | 3    | 4    |
| 10   | 5    | 6    | 7    | 8    | 9    | 10   | 11   |
| 11   | 12   | 13   | 14   | 15   | 16   | 17   | 18   |
| 12   | 19   | 20   | 21   | 22   | 23   | 24   | 25   |
| 13   | 26   | 27   | 28   | 29   | 30   | 31   |      |

| April | April | April | April | April | April | April | April |
| Kw    | Mo    | Di    | Mi    | Do    | Fr    | Sa    | So    |
| ----- | ----- | ----- | ----- | ----- | ----- | ----- | ----- |
| 13    |       |       |       |       |       |       | 1     |
| 14    | 2     | 3     | 4     | 5     | 6     | 7     | 8     |
| 15    | 9     | 10    | 11    | 12    | 13    | 14    | 15    |
| 16    | 16    | 17    | 18    | 19    | 20    | 21    | 22    |
| 17    | 23    | 24    | 25    | 26    | 27    | 28    | 29    |
| 18    | 30    |       |       |       |       |       |       |

| Mai | Mai | Mai | Mai | Mai | Mai | Mai | Mai |
| Kw  | Mo  | Di  | Mi  | Do  | Fr  | Sa  | So  |
| --- | --- | --- | --- | --- | --- | --- | --- |
| 18  |     | 1   | 2   | 3   | 4   | 5   | 6   |
| 19  | 7   | 8   | 9   | 10  | 11  | 12  | 13  |
| 20  | 14  | 15  | 16  | 17  | 18  | 19  | 20  |
| 21  | 21  | 22  | 23  | 24  | 25  | 26  | 27  |
| 22  | 28  | 29  | 30  | 31  |     |     |     |

| Juni | Juni | Juni | Juni | Juni | Juni | Juni | Juni |
| Kw   | Mo   | Di   | Mi   | Do   | Fr   | Sa   | So   |
| ---- | ---- | ---- | ---- | ---- | ---- | ---- | ---- |
| 22   |      |      |      |      | 1    | 2    | 3    |
| 23   | 4    | 5    | 6    | 7    | 8    | 9    | 10   |
| 24   | 11   | 12   | 13   | 14   | 15   | 16   | 17   |
| 25   | 18   | 19   | 20   | 21   | 22   | 23   | 24   |
| 26   | 25   | 26   | 27   | 28   | 29   | 30   |      |

| Juli | Juli | Juli | Juli | Juli | Juli | Juli | Juli |
| Kw   | Mo   | Di   | Mi   | Do   | Fr   | Sa   | So   |
| ---- | ---- | ---- | ---- | ---- | ---- | ---- | ---- |
| 26   |      |      |      |      |      |      | 1    |
| 27   | 2    | 3    | 4    | 5    | 6    | 7    | 8    |
| 28   | 9    | 10   | 11   | 12   | 13   | 14   | 15   |
| 29   | 16   | 17   | 18   | 19   | 20   | 21   | 22   |
| 30   | 23   | 24   | 25   | 26   | 27   | 28   | 29   |
| 31   | 30   | 31   |      |      |      |      |      |

| August | August | August | August | August | August | August | August |
| Kw     | Mo     | Di     | Mi     | Do     | Fr     | Sa     | So     |
| ------ | ------ | ------ | ------ | ------ | ------ | ------ | ------ |
| 31     |        |        | 1      | 2      | 3      | 4      | 5      |
| 32     | 6      | 7      | 8      | 9      | 10     | 11     | 12     |
| 33     | 13     | 14     | 15     | 16     | 17     | 18     | 19     |
| 34     | 20     | 21     | 22     | 23     | 24     | 25     | 26     |
| 35     | 27     | 28     | 29     | 30     | 31     |        |        |

| September | September | September | September | September | September | September | September |
| Kw        | Mo        | Di        | Mi        | Do        | Fr        | Sa        | So        |
| --------- | --------- | --------- | --------- | --------- | --------- | --------- | --------- |
| 35        |           |           |           |           |           | 1         | 2         |
| 36        | 3         | 4         | 5         | 6         | 7         | 8         | 9         |
| 37        | 10        | 11        | 12        | 13        | 14        | 15        | 16        |
| 38        | 17        | 18        | 19        | 20        | 21        | 22        | 23        |
| 39        | 24        | 25        | 26        | 27        | 28        | 29        | 30        |

| Oktober | Oktober | Oktober | Oktober | Oktober | Oktober | Oktober | Oktober |
| Kw      | Mo      | Di      | Mi      | Do      | Fr      | Sa      | So      |
| ------- | ------- | ------- | ------- | ------- | ------- | ------- | ------- |
| 40      | 1       | 2       | 3       | 4       | 5       | 6       | 7       |
| 41      | 8       | 9       | 10      | 11      | 12      | 13      | 14      |
| 42      | 15      | 16      | 17      | 18      | 19      | 20      | 21      |
| 43      | 22      | 23      | 24      | 25      | 26      | 27      | 28      |
| 44      | 29      | 30      | 31      |         |         |         |         |

| November | November | November | November | November | November | November | November |
| Kw       | Mo       | Di       | Mi       | Do       | Fr       | Sa       | So       |
| -------- | -------- | -------- | -------- | -------- | -------- | -------- | -------- |
| 44       |          |          |          | 1        | 2        | 3        | 4        |
| 45       | 5        | 6        | 7        | 8        | 9        | 10       | 11       |
| 46       | 12       | 13       | 14       | 15       | 16       | 17       | 18       |
| 47       | 19       | 20       | 21       | 22       | 23       | 24       | 25       |
| 48       | 26       | 27       | 28       | 29       | 30       |          |          |

| Dezember | Dezember | Dezember | Dezember | Dezember | Dezember | Dezember | Dezember |
| Kw       | Mo       | Di       | Mi       | Do       | Fr       | Sa       | So       |
| -------- | -------- | -------- | -------- | -------- | -------- | -------- | -------- |
| 48       |          |          |          |          |          | 1        | 2        |
| 49       | 3        | 4        | 5        | 6        | 7        | 8        | 9        |
| 50       | 10       | 11       | 12       | 13       | 14       | 15       | 16       |
| 51       | 17       | 18       | 19       | 20       | 21       | 22       | 23       |
| 52       | 24       | 25       | 26       | 27       | 28       | 29       | 30       |
| 1        | 31       |          |          |          |          |          |          |

## Ereignisse

### Politik und Weltgeschehen

#### Hundertjähriger Krieg/Kastilischer Bürgerkrieg

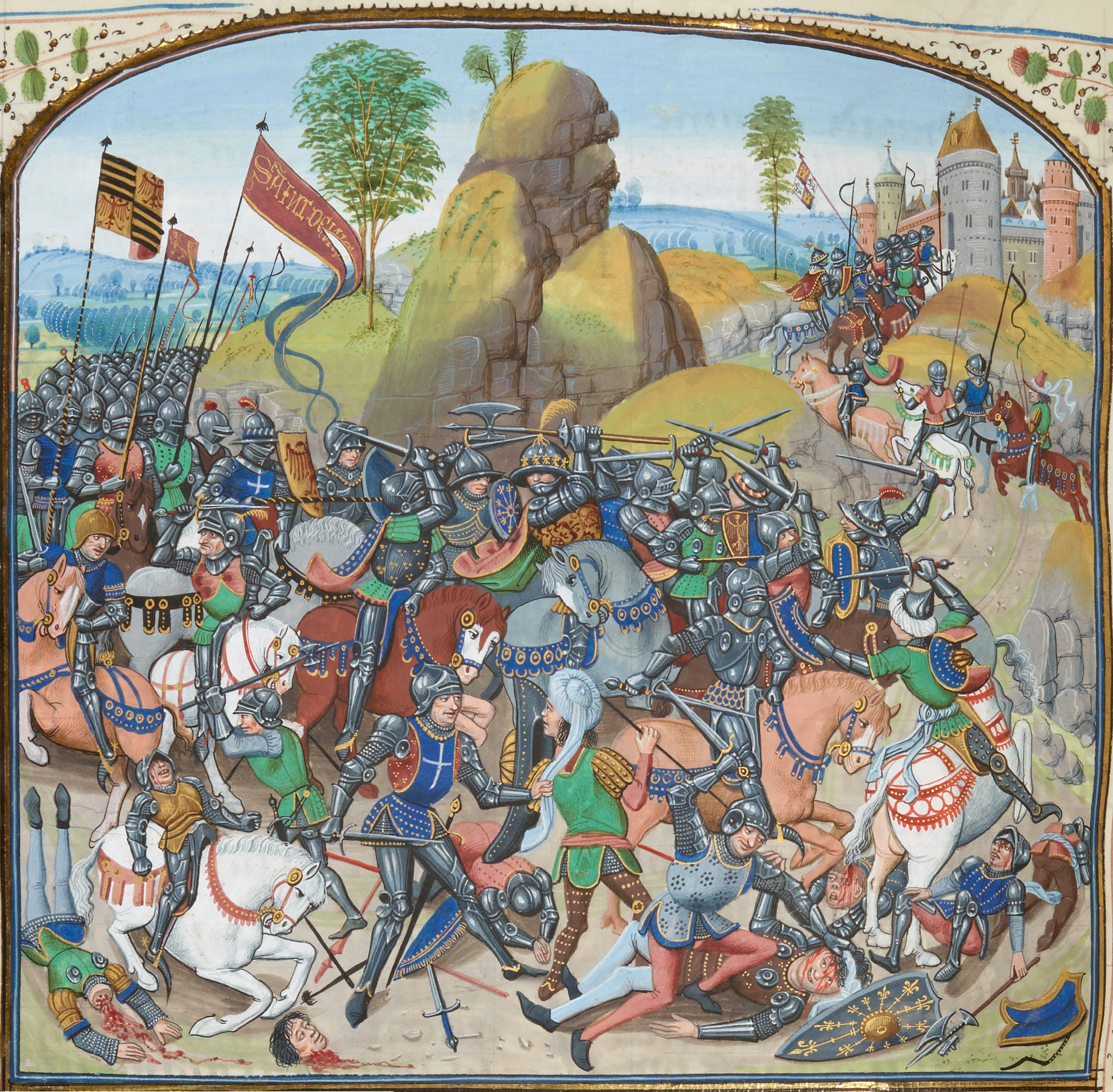
Buchmalerei in den Chroniques des Geschichtsschreibers Jean Froissart zur Schlacht von Montiel

Die von Karl V. von Frankreich im Jahr 1365 reaktivierten Söldner unter dem Befehl von Bertrand du Guesclin sichern Frankreich am 14. März in der Schlacht von Montiel den Sieg gegen die mit England und Portugal verbündete Seite im kastilischen Bürgerkrieg.

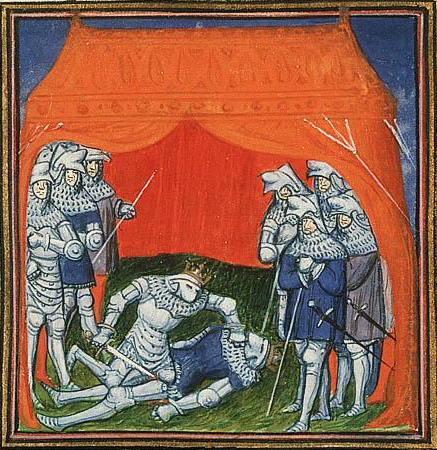
Heinrich ermordet Peter I.

Der mit Frankreich verbündete Heinrich von Trastámara nimmt seinen Halbbruder Peter I. nach der Schlacht gefangen und ermordet ihn am 23. März eigenhändig. Damit gewinnt er endgültig den Thron von Kastilien und León. Die neue Regierung steht nun auf Frankreichs Seite. Dadurch fühlt Karl sich stark genug, den Hundertjährigen Krieg gegen England wieder aufzunehmen. In der Folgezeit verzichten die Franzosen in Erinnerung an die Schlacht von Crécy auf ein schwerfälliges Ritterheer und setzen stattdessen mehr auf Infanterie und Artillerie. Dadurch kommt es von Seiten Frankreichs zum ersten großen Artillerieeinsatz der Geschichte.
König Ferdinand I. von Portugal beginnt mit Unterstützung Englands und Aragoniens einen Krieg gegen Heinrich II. zur Eroberung Kastiliens.

#### Heiliges Römisches Reich
- 20. Mai: Der Kölner Weberaufstand beginnt. Die Weber stürmen zu Pfingsten das Gefängnis von Köln, und lynchen einen wegen Straßenraubes verhafteten Mann, weil ihnen der Prozess zu lange dauert.
- Juli: Das deutsch-römische Kaiserpaar Karl IV. und Elisabeth von Pommern beendet seinen fast einjährigen Romaufenthalt und reist über Bologna und Ferrara nach Udine, von wo aus Elisabeth voranreist und am 20. August wieder in Prag eintrifft. Karls Italienpolitik bleibt im Großen und Ganzen ineffektiv, allerdings erreicht er die Anerkennung seiner Stellung als Kaiser durch Florenz und Mailand.
- 22. September: Nach dem Tod von Guido Gonzaga wird sein Sohn Luigi II. Gonzaga Graf von Mantua.

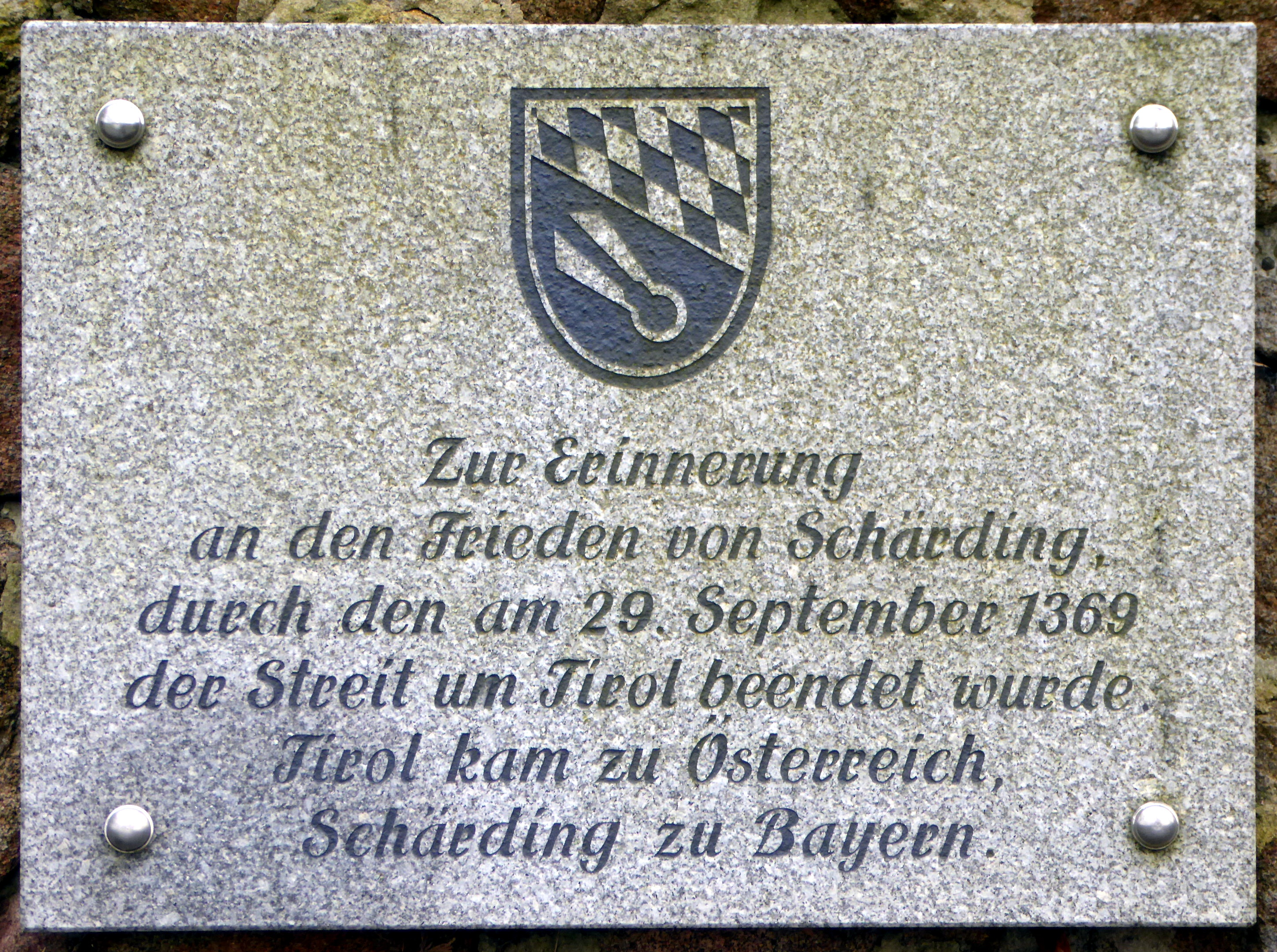
Gedenktafel an den Frieden von Schärding

- 29. September: Der Frieden von Schärding zwischen Stephan II. von Bayern-Landshut und dem österreichischen Herzog Albrecht III. beendet die Streitigkeiten zwischen Bayern und Österreich im Kampf um die Herrschaft über Tirol. Bayern verzichtet gegen eine finanzielle Entschädigung auf Tirol, nur die Gerichte Kufstein, Kitzbühel und Rattenberg bleiben bayerisch, auch die zuvor an Habsburg verpfändete Stadt Schärding selbst fällt an Bayern zurück.

#### Mittelmeerraum

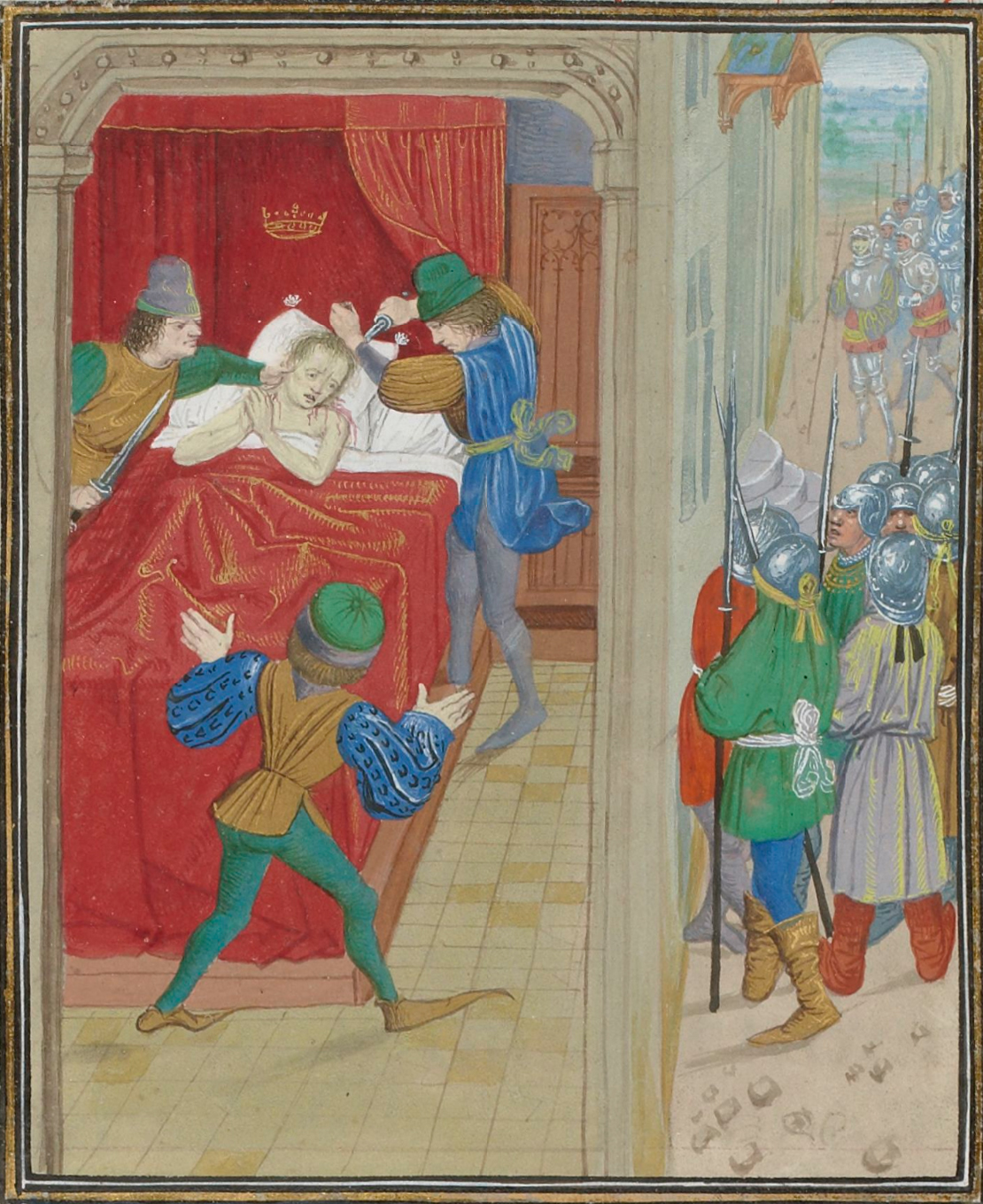
Die Ermordung König Peters I. von Zypern; Jean Froissart, Chroniques, Brügge, 15. Jh.

- 16. Januar: Peter I., König von Zypern, wird mit seiner Geliebten Johanna l’Aleman durch aufständische zyprische Barone ermordet. Sein Sohn Peter II. wird sein Nachfolger in Zypern und als Titularkönig von Jerusalem. Da er zu diesem Zeitpunkt noch minderjährig ist, führt sein Onkel Johann von Lusignan, Titularfürst von Antiochia, für ihn die Regentschaft, seine Mutter Eleonore von Aragon wird Mitregentin.

#### Asien
- Ramesuan wird nach dem Tod seines Vaters Ramathibodi I. Herrscher des Königreichs Ayutthaya in Siam. Er kehrt von Lop Buri in die Hauptstadt Ayutthaya zurück. Doch Ramathibodis Schwager Pha Ngua aus Suphan Buri stellt ebenfalls den Anspruch auf den Thron.

### Wirtschaft
- Nach dem Vorbild des Bistums Münster werden in Bremen erstmals Schwaren geprägt.

### Gesellschaft
- 1. Januar: Der Orden vom grünen Schild wird von Herzog Ludwig II. von Bourbon gegründet. Anlass ist seine Rückkehr aus der englischen Gefangenschaft.
- Philipp der Kühne, Bruder des französischen Königs Karl V., heiratet Margarethe von Flandern, was ihm 1384 die Herrschaft über Flandern, Artois, Nevers, Rethel und die Freigrafschaft Burgund einbringt.

### Religion
- 21. Oktober: Papst Urban V. empfängt in Rom den byzantinischen Kaiser Johannes V., der wegen der Bedrohung durch das Osmanische Reich zum Katholizismus übertreten und damit das Morgenländische Schisma beenden will. Dafür erhofft er sich militärische Unterstützung vom Papst. Der byzantinische Klerus schließt sich dem Kaiser jedoch nicht an.

## Geboren

### Geburtsdatum gesichert
- 10. Juni: Muzio Attendolo Sforza, italienischer Condottiere bäuerlicher Herkunft († 1424)
- 15. Juli: Antonio Correr, italienischer Kardinal († 1445)
- 20. Juli: Peter von Luxemburg, französischer Kardinal und Bischof von Metz († 1387)

### Genaues Geburtsdatum unbekannt
- Barsbay, Sultan von Ägypten († 1438)
- Tanneguy III. du Chastel, französischer Beamter († 1449)
- Clemens VIII., Gegenpapst († 1446)
- Heinrich IX., Herzog von Liegnitz, Lüben, Ohlau und Haynau († um 1419)
- Weiprecht II. von Helmstatt, pfälzischer Rat und Vogt († 1421)
- Johann V., Graf von Roubaix († 1449)
- al-Mu'aiyad Schaich, Sultan der Mamluken († 1421)
- Philippo Scolari, ungarischer Heerführer († 1426)
- Ala’Addin at Tabrizi, Schachspieler († 1405)

### Geboren um 1369
- Mary de Bohun, englische Adelige und Mutter von Heinrich V. von England († 1394)
- İmadəddin Nəsimi, aserbaidschanischer Dichter († 1447)

## Gestorben

### Erstes Halbjahr
- 16. Januar: Peter I., König von Zypern (* 1328)
- 23. März: Peter I., König von Kastilien und León (* 1334)
- 13. April: Heinrich V., Herzog von Glogau, Sagan und Steinau (* um 1316)
- 07. Mai: Simon II. de Bucy, erster Präsident des französischen Parlements (* 1290er)
- 23. Mai: Lewis Cherleton, Bischof von Hereford
- 27. Mai: Reinhard von Hanau, Kleriker
- 24. Juni: Jost I. von Rosenberg, höchster Kämmerer von Böhmen

### Zweites Halbjahr
- 16. oder 17. Juli: Nicolaus von Autrecourt, französischer Philosoph und Theologe (* um 1300)
- 08. August: Thomas Percy, Bischof von Norwich (* um 1332)
- 14. August: Philippa von Hennegau, Frau Edwards III. von England (* 1311)
- 21. August: Bruno von Warendorp, Lübecker Bürgermeister
- 20. September: Eve de Clavering, englische Adelige
- 22. September: Guido Gonzaga, Graf von Mantua (* 1291)
- 03. Oktober: Margarete von Tirol, Tochter von Herzog Heinrich von Kärnten und Tirol (* 1318)
- 04. Oktober: Guillaume d’Aigrefeuille l’Ancien, französischer Kardinal (* 1326)
- 04. Oktober: Walter II. von Hochschlitz, Bischof von Augsburg (* um 1320)
- 04. November: Robert Ufford, 1. Earl of Suffolk, englischer Adliger (* 1298)
- 05. November: Nicolas de Besse, französischer Bischof und Kardinal (* 1322)
- 13. November: Thomas de Beauchamp, Heerführer im Hundertjährigen Krieg (* 1313/1314)
- 08. Dezember: Konrad von Waldhausen, österreichischer vorreformatorischer Prediger (* um 1320/1325)
- 11. Dezember: Aschwin von Salder, Propst im Stift St. Blasius in Braunschweig sowie Domherr in Hildesheim und Bremen (* um 1308)
- 28. Dezember: Fromhold von Vifhusen, Erzbischof von Riga
- 31. Dezember: John Chandos, englischer Ritter

### Genaues Todesdatum unbekannt
- nach dem 4. August: Katherine Mortimer, englische Adelige (* zwischen 1315 und 1321)
- um den 23. August: James Audley, englischer Militär (* um 1318)
- Aaron ben Elia, Religionsphilosoph der Karäer (* um 1300)
- Andrea de’ Bartoli, italienischer Maler (* 1349)
- Johann II. von Bubenberg, Schultheiss von Bern (* um 1290)
- Patrick Dunbar, schottischer Magnat und Militär (* 1285)
- Gyelse Thogme Sangpo, tibetischer buddhistischer Geistlicher der Sakya-Schule (* 1295)
- Heinrich IV., Markgraf von Hachberg
- Magnus I., Herzog von Braunschweig-Wolfenbüttel (* 1304)
- Otto II., Graf von Waldeck
- Ramathibodi I., erster König des siamesischen Königreiches von Ayutthaya (* 1314)
- Agnes Randolph, schottische Adelige (* um 1308)
- Rutger Raitz von Frentz, Ritter, berühmter Kriegsheld
- Francesco Talenti, italienischer Architekt und Bauleiter des Doms von Florenz (* um 1300)